# Aktinidain
Aktinidain (EC 3.4.22.14, aktinidin, Actinidia anjonska proteaza, Actinidia chinensis proteinaza A2) je enzim.
Ovaj enzim je izolovan iz kivi voća i kineskog ogrozda (Actinidia chinensis).

## Spoljašnje veze
- Actinidain на 